# بول مرقص
بول مرقص هو محامٍ وقانوني لبناني بارز ووزير الإعلام اللبناني الحالي في حكومة نواف سلام. وُلد في لبنان وهو حاصل على دكتوراه دولة فرنسية في القانون من جامعة II Nancy لورين في فرنسا. يُعد مرقص من أبرز المتخصصين في القانون، وله مسيرة مهنية متميزة في مجالات المحاماة وحقوق الإنسان والتعليم القانوني.

## المسيرة المهنية
أسس مرقص ويدير مكتب "Justicia" للاستشارات القانونية، الذي يُعنى بتقديم الاستشارات القانونية في مجالات متنوعة. كما شغل منصب رئيس منظمة Justicia، وهي منظمة تهدف إلى تعزيز حقوق الإنسان في لبنان والعالم. وعمل مرقص كأستاذ قانون الأعمال في عدة جامعات مرموقة في لبنان، منها جامعة القديس يوسف (USJ)، الجامعة الأميركية في بيروت (AUB)، الجامعة اللبنانية، وجامعة الحكمة. ترأس مرقص عمادة الجامعة الدولية للأعمال في ستراسبورغ، فرنسا التي تركز على برامج تعليمية في مجال الأعمال والقانون.

## الأنشطة القانونية والمهنية
كان مرقص مستشارًا للجان النيابية في لبنان، بما في ذلك لجنة حقوق الإنسان ولجنة المرأة والطفل، وساهم في صياغة العديد من القوانين المهمة التي تُعنى بحقوق الإنسان. كما عمل على تنسيق الخطة الوطنية لحقوق الإنسان بالشراكة مع الأمم المتحدة (UNDP) والمفوضية السامية لحقوق الإنسان (OHCHR)، التي تهدف إلى تعزيز حقوق الإنسان في لبنان.
أسس مرقص وترأس لجنة الدراسات والشؤون المصرفية في نقابة المحامين في بيروت، حيث ركز على مسائل متعلقة بالقانون المصرفي والمالي. وشارك مرقص في عدد من المنتديات الدولية في كندا وأوروبا، وألقى محاضرات في البنك الفدرالي الأميركي واتحاد المصارف العربية في لبنان والخارج. كما كان له حضور بارز في ندوات وفعاليات قانونية في مختلف أنحاء العالم، حيث ناقش مواضيع تتعلق بالقانون الدولي، حقوق الإنسان، والعدالة.

## الإنتاج الفكري والمؤلفات
لدى مرقص العديد من المؤلفات القانونية التي نُشرت محليًا ودوليًا. من أبرز مؤلفاته:
- الدستور اللبناني: تفسيره وتعديله
- إخضاع السياسة لحكم القانون
- ثقافة الدفاع عن الحقوق
- إعادة النظر في صلاحيات المحكمة العسكرية
- مؤلفات حول الصناعة المصرفية ومكافحة تمويل الإرهاب وتبييض الأموال

وقد قدّم مرقص أيضًا دراسات قانونية مهمة للبنك الدولي، الاتحاد الأوروبي، واليونسكو.

## الجوائز والتكريمات
حصل مرقص على العديد من الجوائز والتكريمات من مؤسسات محلية ودولية، مثل دروع وشهادات تقدير من وزارة الخارجية الأميركية، اتحاد المصارف العربية، السفارة الأميركية في بيروت، نقابة المحامين في بيروت، الجيش اللبناني وغيرها من المؤسسات التي تقدر عمله في المجال القانوني وحقوق الإنسان.

## مسيرته السياسية
عُيّن بول مرقص وزيرًا للإعلام في حكومة نواف سلام في فبراير 2025.

## أنظر أيضًا
مجلس الوزراء اللبناني
حكومة نواف سلام